# مطبوعات جان ناکس وست مینستر
مطبوعات جان ناکس وست مینستر (انگلیسی: Westminster John Knox Press) یک ناشر آمریکایی کتاب‌های مسیحی است که در لویی‌ویل، کنتاکی واقع شده است و بخشی از شرکت انتشارات پروتستان، بازوی انتشارات کلیسای پروتستان مستقر در لویی‌ویل، کنتاکی (ایالات متحده آمریکا) است.